# Magic: The Gathering
Magic: The Gathering (такође и MAGIC и MTG) је стратешка игра са картицама. Осмислио ју је Ричард Гарфилд, професор математике, 1993. године. Magic: The Gathering се игра са шпилом карата који састављају играчи, а има различите карактеристике у зависности од формата у коме се игра. Такође се игра са програмима на интернету. Свака игра представља борбу моћних чаробњака који бацају чини да би победили противника. У игри постоји организовани систем турнира.

## Историја игре
Ричард Гарфилд је прво био направио прототип игре која се звала Mana Clash која је у ствари претходник Меџика. После, име игре је промењено у Меџик: д Гедеринг (Магија: Окупљање или Магично окупљање).
Први љубитељи игре били су људи који су волели да тумаче улоге (као у игри Dungeons & Dragons) али игра је повукла за собом и велики број љубитеља стратешких игара. Игра је инспирисала настанак нових игара током деведесетих, (као што је нпр. Yu-Gi-Oh, направљен 1996)
1996. почела је серија турнира Pro Tour код којих је тада била прва награда 40.000$. Преко Duelist's Convention National (DCI) (дословно:Национално удружење чаробњака) су се правили турнири и бележили резултати.
Пре 2002. постојали су многи програми преко којих се играо Меџик, али је званичан изашао баш те године, превећи нови спектакл у вези са програмом за онлајн игру званим Magic the Gathering: Online
(Дословно: Магично окупљање: онлајн).
За турнире, од 2003. године, Wizards of the Coast (дословно: Чаробњаци обале)

## Признања игри
- Менса, 5 најмиличних игара — 1994.
- Почасно место у часопису ГЕЈМС МАГАЗИН — 2003.